# Petane
Petane so naselje v Občini Novo mesto.